# Le Merlerault
Le Merlerault är en kommun i departementet Orne i regionen Normandie i nordvästra Frankrike. Kommunen ligger i kantonen Le Merlerault som tillhör arrondissementet Argentan. År 2022 hade Le Merlerault 754 invånare.

## Befolkningsutveckling
Antalet invånare i kommunen Le Merlerault
| Referens: INSEE |